# John Alroy
John Alroy (n. 3 iulie 1966, New York City, New York, SUA) este un paleobiolog născut în New York în 1966 și care locuiește acum în Sydney, Australia.

## Domeniul de expertiză
Alroy este specializat în curbe de diversitate, speciație și extincție de mamifere fosile din America de Nord și Fanerozoic marine nevertebrate, conectând diversitatea regională și locală, compoziție taxonomică, distribuțiile de masă corporală, ecomorfologia și modelele filogenetice cu dinamica diversității intrinseci, tendințele evolutive, extincțiile în masă și efectele schimbărilor climatice globale.
Într-un articol online din 3 septembrie 2010 realizat de Hugh Collins, colaborator al AOL Online Science, Alroy a fost citat într-o lucrare de studiu recent lansată de la Universitatea Macquarie din Sydney că „Ar fi neînțelept să presupunem că orice număr mare de specii pot fi pierdute astăzi fără a modifica pentru totdeauna caracterul biologic de bază al oceanelor Pământului.”

## Educație
- Universitatea din Chicago, Comitetul pentru Biologie Evolutivă, PhD, 1994. [3]
- Colegiul Reed, Departamentul de Biologie, B.A., 1989.
- Liceul Hunter College, a absolvit în 1984.

## Viața profesională
- Universitatea Macquarie, Future Fellow, 2010–prezent.
- Institutul de Științe Marine, Universitatea din California, Santa Barbara, asistent și mai târziu cercetător asociat, 2000–2010.[4]
- Centrul Național de Analiză și Sinteză Ecologică, Post-doctoral Fellow, 1998–2000, și Center Associate, 2000–2010.
- Universitatea din Arizona, Research Training Group in the Analysis of Biodiversification, 1994–1996.
- Institutul Smithsonian, stagiu predoctoral, Departamentul de Paleobiologie și Evoluția Ecosistemelor Terestre, 1989–1990.

## Onoruri
- 2010 Premiul NAS pentru revizuirea științifică de la National Academy of Sciences.[5]
- 2007 Premiul Charles Schuchert al Paleontological Society.[6]
- 1994 Premiul Romer al Society of Vertebrate Paleontology.